# Fame (Apache-207-Lied)
Fame ist ein Lied des deutschen Rappers und Sängers Apache 207, das im Mai 2020 als Singleauskopplung seines Debütalbums Treppenhaus erschien.

## Entstehung und Veröffentlichung
Geschrieben wurde das Lied von Volkan Yaman (Apache 207) gemeinsam mit den beiden Produzenten Jennifer Allendörfer (Suena) und Luis Cruz (Lucry).
Die Erstveröffentlichung von Fame erfolgte schließlich am 8. Mai 2020 als Single bei TwoSides. Diese erschien als digitaler Einzeltrack zum Download und Streaming. Das dazugehörige Frontcover der Single zeigt Apache 207, wie er aus einer halb heruntergelassenen Autoscheibe schaut. Am 8. Mai 2020 erschien das Lied als Teil von Apache 207s Debütalbums Treppenhaus (Katalognummer: 19439777112), dessen zweite Singleauskopplung es ist.

## Inhalt
| „Ey yo, was geht? Wir fahren in Kolonn'n durch meine Gegend Ich tipp' nur dis ins iPhone ein, was ich erleb' Scheiße, Mann, jetzt sind wir also fame Ey yo, was geht? Ey yo, was geht? Mama, schau her, dein Sohn hat es endlich geschafft Du wurdest eine Millionärin über Nacht Scheiße, Mann, jetzt sind wir also fame Ey yo, was geht? Ey yo, was geht?.“ – Refrain, Originalauszug | Inhaltlich behandelt das Lied Apache 207s Bekanntheit, welche er vor Veröffentlichung seines Liedes durch Roller (August 2019) erzielt hatte. Da sein Umfeld trotz seines Erfolges dasselbe geblieben sei und er diesen Erfolg der Unterstützung seiner Freunde und Familie zu verdanke, lasse er diese auch an seinem Erfolg teilhaben. In der 2022 erschienenen Dokumentation Apache bleibt gleich erwähnt der Künstler, dass er sich die materiellen Träume, von denen er als Kind geträumt habe, erfüllen konnte und seiner Mutter sehr dankbar sei. Damals sei ihr Besitz sein Besitz gewesen, nun sei sein Besitz auch ihr Besitz. Durch Roller habe er eines der erfolgreichsten Lieder in Deutschland erzielt und sei dadurch zum Millionär geworden, wodurch nach seiner Aussage auch seine Mutter zu einer Millionärin geworden sei. Aufgebaut ist das Lied aus einem Intro, zwei Strophen und einem Refrain. Das Lied beginnt zunächst mit dem Intro, an welches sich die erste Strophe anschließt, der sich aus 16 Zeilen zusammensetzt. An die erste Strophe schließt sich zunächst der sogenannte vierzeilige Prechorus an, gefolgt von dem eigentlichen Refrain. Der gleiche Aufbau wiederholt sich mit der zweiten Strophe, wobei das Stück nach dem zweiten Refrain endet. Die zweite Prechorus ist an das Kinderlied Die Reise der Sonne angelehnt. |

## Musikvideo
Das dazugehörige Musikvideo feierte seine Premiere am Tag der Singleveröffentlichung auf der Videoplattform YouTube. Es entstand unter der Regie von Bertinaxe Film und ist eine Anspielung auf die Musikvideos seiner Lieder, welche er zuvor in seiner Karriere veröffentlichte. Apache 207 läuft in dem Musikvideo einen Flur entlang, wobei sich hinter jeder Tür eine Szene aus einem seiner vorherigen Musikvideos befindet. In einigen Ausnahmen (Ferrari Testarossa, 2 Minuten) findet diese Anspielung ausschließlich durch ein Poster oder ein Mikrofonständer auf dem Flur statt. Am Ende des Musikvideos geht Apache eine Treppe hinauf, welche scheinbar nach draußen führt. Er dreht sich um und die Kamera schwenkt nach unten zu seinen Füßen, zu welchen sich der Name Treppenhaus sowie das Erscheinungsdatum befindet. Damit kündigte der Künstler sein erstes Studioalbum an.

## Kommerzieller Erfolg

### Chartplatzierungen
Fame konnte sich am 15. Mai 2020 auf der Spitzenposition der deutschen Singlecharts platzieren. Für Apache 207 ist dies der dritte Nummer-eins-Hit in Deutschland. Das Lied verblieb zwei Wochen an der Chartspitze, acht Wochen in den Top 10 sowie 29 Wochen in den Top 100. In Österreich und in der Schweiz konnte sich die Single ebenfalls auf Platz eins platzieren.
| ChartsChartplatzierungen | Höchstplatzierung | Wochen |
| ------------------------ | ----------------- | ------ |
| Deutschland (GfK)        | 1 (29 Wo.)        | 29     |
| Österreich (Ö3)          | 1 (17 Wo.)        | 17     |
| Schweiz (IFPI)           | 1 (13 Wo.)        | 13     |

| ChartsJahrescharts (2020) | Platzierung |
| ------------------------- | ----------- |
| Deutschland (GfK)         | 10          |
| Österreich (Ö3)           | 36          |
| Schweiz (IFPI)            | 83          |

### Auszeichnungen für Musikverkäufe
In Deutschland wurde der Song im Jahr 2021 mit einer Goldenen Schallplatte ausgezeichnet, bevor er noch im folgenden Jahr Platinstatus erreichte. Mit über 900.000 verkauften Einheiten gehört Fame zu den meistverkauften Rapsongs in Deutschland, wofür es letztendlich Dreifach-Gold gab.
In Österreich erreichte die Single am 28. Februar 2022 mit über 30.000 verkauften Einheiten Platinstatus. In der Schweiz konnte das Lied bereits im Jahr 2021 Platinstatus erreichen.
| Land/Region        | Auszeichnungen für Musikverkäufe (Land/Region, Auszeichnung, Verkäufe) | Verkäufe |
| ------------------ | ---------------------------------------------------------------------- | -------- |
| Deutschland (BVMI) | 3× Gold                                                                | 900.000  |
| Österreich (IFPI)  | Platin                                                                 | 30.000   |
| Schweiz (IFPI)     | Platin                                                                 | 30.000   |
| Insgesamt          | 3× Gold · 2× Platin ·                                                  | 960.000  |